# Division ethnique des Juifs

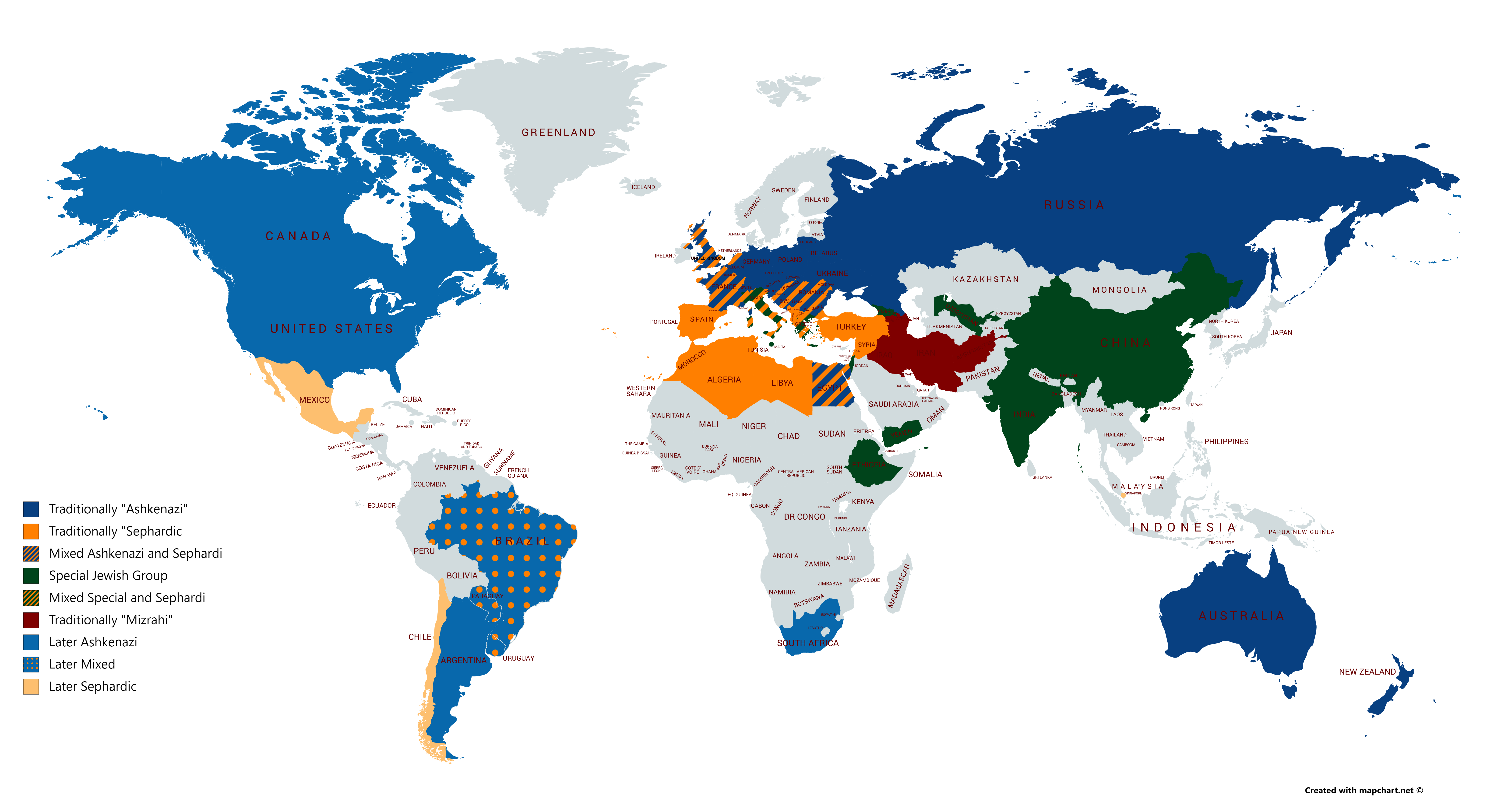
Carte des divisions ethniques juives actuelles.

Les divisions ethniques juives font référence à de nombreuses communautés distinctes au sein de la population ethniquement juive à travers le monde. Bien que cette dernière soit considérée comme une ethnie auto-identifiée, il existe des subdivisions ethniques distinctes parmi les Juifs, dont la plupart sont principalement le résultat d'une ramification géographique à partir d'une population israélite d'origine, se mélangeant aux communautés locales et aux évolutions indépendantes ultérieures,.
Dès les temps bibliques, des différences culturelles et linguistiques entre les communautés juives, même dans la zone de l'Israël antique et de la Judée, sont observées à la fois dans la Bible et dans les vestiges archéologiques. Dans l'histoire humaine plus récente, différentes communautés juives ont été établies par des colons juifs dans divers endroits de l'Ancien Monde, souvent séparées par de grandes distances les unes des autres, entraînant un isolement important. Durant les millénaires de la diaspora juive, les communautés se développent sous l'influence de leur environnement local (politique, culturel, naturel et démographique). Aujourd'hui, la manifestation de ces différences parmi les Juifs peut être observée dans les expressions culturelles juives de chaque communauté, y compris la diversité linguistique juive, les préférences culinaires, les pratiques liturgiques, les interprétations religieuses et le mélange génétique.

## Contexte historique

### Israël antique et Judée

Chronologie des principales périodes de l'histoire de l'Israël antique.

L'étendue complète des différences culturelles, linguistiques, religieuses ou autres parmi les Israélites dans l'antiquité est inconnue. Après la défaite du royaume d'Israël vers 720 av. J.-C., et du royaume de Juda en -586, le peuple juif s'est dispersé dans une grande partie du Moyen-Orient et de l'Afrique, en particulier en Égypte et en Afrique du Nord à l'ouest, ainsi qu'au Yémen au sud et en Mésopotamie à l'est. 
Le premier temple de Jérusalem est détruite par Nabuchodonosor II en -586 et une partie de la population est exilée à Babylone. En -538, Cyrus II, fondateur de l’Empire perse libère les prisonniers et autorise la reconstruction de l'édifice donnant ainsi naissance au second temple de Jérusalem, alors dans la province perse du Yehoud Medinata. Selon la Bible, plus de quarante mille profitèrent de l'autorisation. Mais les livres bibliques témoignent aussi que beaucoup s'étaient installés et restèrent à Babylone : ils constituent le premier centre de la diaspora (« dispersion »).

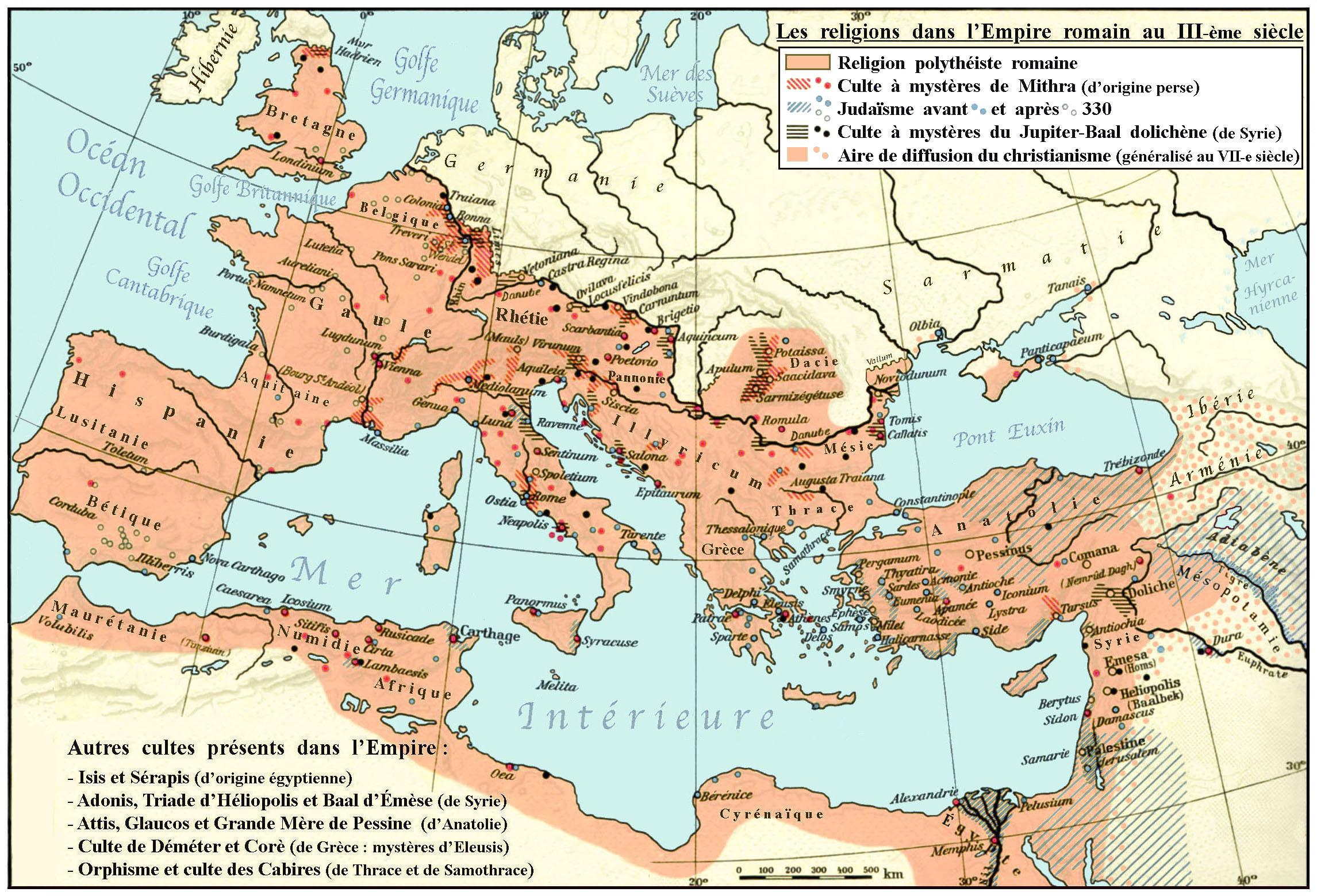
La diversité religieuse dans l'empire romain durant l'antiquité tardive, avec les cultes à mystères et, en bleu, le judaïsme (alors essentiellement hellénistique).

Le contact entre la tradition religieuse hébraïque et la culture de l'époque hellénistique, après la mort d'Alexandre le Grand, en -323 donna naissance au Judaïsme hellénistique. Particulièrement florissant dans l’Égypte des Ptolémées, et probablement majoritaire dans le reste de la diaspora, notamment au proche-Orient et en Anatolie, le judaïsme de l’époque hellénistique, de langues hébraïque, araméenne, grecque ou judéo-grecque, rencontre un accueil plus mitigé en Judée même. La révolte des Maccabées contre Antiochos IV des Séleucides est officiellement commémorée, lors de la fête de Hanoucca, comme une victoire spirituelle du judaïsme sur l’hellénisme, permettant également la refondation d'un royaume indépendant en Judée, le royaume hasmonéen suivi par le royaume d'Hérode et la tétrarchie d'Hérode.
La population juive dans l'ancien Israël a été sévèrement réduite par les guerres judéo-romaines et par les politiques hostiles ultérieures des empereurs chrétiens contre les non-chrétiens mais les Juifs ont toujours conservé une présence au Levant. Les Juifs sont désormais interdits de séjour dans la région autour de la ville de Jérusalem sous peine de mort. Ils émigrent en masse dans les villes de la côte et en Galilée, qui devient le centre des études juives et institutions autonomes. C'est aussi l'époque où l'usage du terme Palestine se généralise,  du nom d'un ancien peuple de la région, les Philistins. La province est nommée officiellement Syrie-Palestine par Hadrien. Il faut attendre le règne d'Antonin le Pieux pour que soit abrogées en 139 ou en 140 les lois anti-juives, à l'exception de l'interdiction de circoncire des prosélytes et d'entrer dans Jérusalem. 
Paul Johnson écrit à propos de cette époque : « Partout où des villes survivaient ou des communautés urbaines surgissaient, les Juifs s'établiraient tôt ou tard. La quasi-destruction des Juifs palestiniens au IIe siècle a transformé les survivants des communautés rurales juives en citadins marginaux. Après la conquête arabe au VIIe siècle, les grandes communautés agricoles juives de Babylonie furent progressivement anéanties par des impôts élevés, de sorte que là aussi les Juifs s'installèrent dans les villes et devinrent artisans, commerçants et marchands. et dénombrer, a réussi à régler, à moins que les lois pénales ou la violence physique ne l'aient rendu impossible. ». 
Les communautés juives ont continué à exister en Palestine en nombre relativement restreint : au début du VIe siècle, alors byzantine, il y avait 43 communautés ; pendant la période islamique et les croisades, il y en avait 50 (à Jérusalem, Tibériade, Ramleh, Ashkelon, Césarée et Gaza) ; et au début du XIVe siècle (période ottomane), il y en avait 30 (à Haïfa, Sichem, Hébron, Ramleh, Jaffa, Gaza, Jérusalem et Safed). 
La majorité de la population juive du Haut Moyen Âge vivait dans l'Ibérie (ce qui est maintenant l'Espagne et le Portugal) et dans la région de la Mésopotamie et de la Perse (ce qui est maintenant l'Irak et l'Iran), les premiers connus sous le nom de Séfarades et les seconds connus sous le nom de Mizrahim. Une population importante existait également en Europe centrale, les Ashkénazes. À la suite de l'expulsion de Séfarades d'Espagne en 1492, une migration de masse dans l'Empire ottoman a augmenté la taille de beaucoup de communautés orientales en incluant ceux en Palestine ; la ville de Safed atteignit 30 000 Juifs à la fin du XVIe siècle. Le XVIe siècle a vu de nombreux kabbalistes ashkénazes attirés par l'aura mystique et les enseignements de la ville sainte juive. Johnson note que dans les territoires arabo-musulmans, qui comprenaient la majeure partie de l'Espagne, toute l'Afrique du Nord et le Proche-Orient au sud de l'Anatolie au Moyen Âge, la condition juive était en règle générale plus facile qu'elle ne l'était en Europe.
Au cours des siècles qui ont suivi les croisades et l'Inquisition, les Juifs ont commencé à réémigrer en nombre croissant. À leur arrivée, ces Juifs ont adopté les coutumes des communautés Mizrahi et Séfarade dans lesquelles ils se sont installés.

### Diaspora

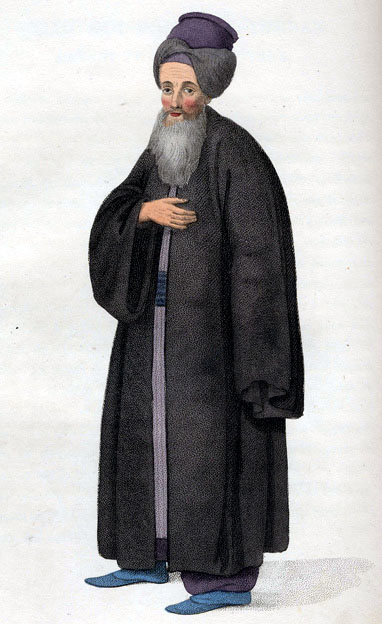
Peinture d'un homme juif de l'Empire ottoman, 1779

Après l'échec de la deuxième révolte contre les Romains et l'exil, des communautés juives se trouvaient dans presque tous les centres notables de l'Empire romain, ainsi que dans des communautés dispersées au-delà des frontières de l'Empire en Europe du Nord, en Europe de l'Est, en Asie du sud-ouest et en Afrique. Plus à l'est le long des routes commerciales, des communautés juives se trouvaient dans toute la Perse et dans des empires encore plus à l'est, notamment en Inde et en Chine. Au Haut Moyen Âge du VIe au XIe siècle, les Radhanites commerçaient le long des routes terrestres entre l'Europe et l'Asie établies plus tôt par les Romains, dominaient le commerce entre les mondes chrétien et islamique et utilisaient un réseau commercial qui couvrait la plupart des zones d'implantation juive.
Fuyant les persécutions romaines, d'importantes communautés d'établir dans la région ouest de la péninsule arabique, plus précisément dans des oasis du Hedjaz (Khaybar, Tayma et Yathrib) ainsi qu'au sud de la péninsule en Himyar. Selon David Biale, « Les Juifs d'Arabie aux VIe et VIIe siècles étaient si profondément intégrés économiquement, ethniquement et géographiquement dans la culture locale qu'ils doivent être considérés ethniquement et culturellement comme des Arabes ». À la veille de l'apparition de l'islam, dans le Hedjaz, « on pouvait trouver des juifs dans toutes les sphères de la société arabe. Ils étaient marchands, bédouins, fermiers, poètes, artisans et guerriers. Ils vivaient dans des forteresses, en ville ou sous la tente dans le désert. Ils parlaient l'arabe classique, le judéo-arabe et l'araméen, et faisaient usage de locutions hébraïques ». En effet, « les sources montrent clairement que l'on pouvait être juif tout en étant arabe et bédouin ».
Au milieu de la période byzantine, le khan Khazar dans le nord du Caucase et sa cour se sont convertis au judaïsme, en partie afin de maintenir la neutralité entre la Byzance chrétienne et le monde islamique. Cet événement constitue le cadre de travail de Juda Halevi dans son livre le Kuzari (1140), mais dans quelle mesure les traces du judaïsme dans ce groupe a survécu à l'effondrement de l'Empire khazar est une question de débat scientifique. Arthur Koestler, dans son livre The Thirteenth Tribe (1976), et plus récemment Shlomo Sand dans son livre The Invention of the Jewish People (2008) ont récemment émis une théorie (controversée) selon laquelle les Juifs d'Europe de l'Est sont plus ethniquement khazars que sémitiques,,,,,,,,,,. Cependant, de nombreuses études génétiques n'ont pas soutenu cette théorie,,.
En Europe occidentale, à la suite de l'effondrement de l'Empire romain d'Occident en 476, et surtout après la réorientation du commerce provoquée par la conquête mauresque de l'Ibérie au début du VIIIe siècle, les communications entre les communautés juives du nord de l'ancien empire occidental est devenu sporadique, actant la séparation culturelle entre Séfarades et Ashkénazes.
Dans le même temps, la domination sous l'Islam, même avec le statut de dhimmi, a entraîné une plus grande liberté des échanges et des communications au sein du monde musulman, et les communautés d'Ibérie sont restées en contact fréquent avec les Juifs d'Afrique du Nord et du Moyen-Orient, mais des communautés plus éloignées, en l'Asie centrale et du Sud et l'Afrique centrale, sont restés plus isolés et ont continué à développer leurs propres traditions uniques. Pour les Séfarades en Espagne, cela s'est traduit par un « Âge d'or maure » du Xe au XIIe siècle. L'expulsion de 1492 d'Espagne par les rois catholiques a cependant poussé les Juifs séfarades à se cacher et à se disperser en France, en Italie, en Angleterre, aux Pays-Bas, en Scandinavie, dans certaines parties de ce qui est maintenant le nord-ouest Allemagne et à d'autres communautés existantes en Europe chrétienne, ainsi qu'à celles de l'Empire ottoman, au Maghreb en Afrique du Nord et en plus petit nombre dans d'autres régions du Moyen-Orient, et finalement dans les Amériques au début du XVIIe siècle.
Dans l'Europe du Nord et chrétienne au cours de cette période, la concurrence financière s'est développée entre l'autorité du pape à Rome et les États et empires naissants. En Europe occidentale, les conditions de vie des Juifs différaient entre les communautés au sein des différents pays et au fil du temps, en fonction des conditions de base. Avec à la fois des facteurs d'attraction et de poussée, l'émigration ashkénaze vers les Amériques augmenterait au début du XVIIIe siècle avec les Juifs ashkénazes de langue allemande, et se terminerait par un arrivée massive entre 1880 et le début du XXe siècle avec les Ashkénazes de langue yiddish, alors que les conditions dans l'est se sont détérioré sous l'Empire russe défaillant. Après l'Holocauste, l'Amérique du Nord est devenue le lieu où vivent la majorité des Juifs.

## Divisions modernes

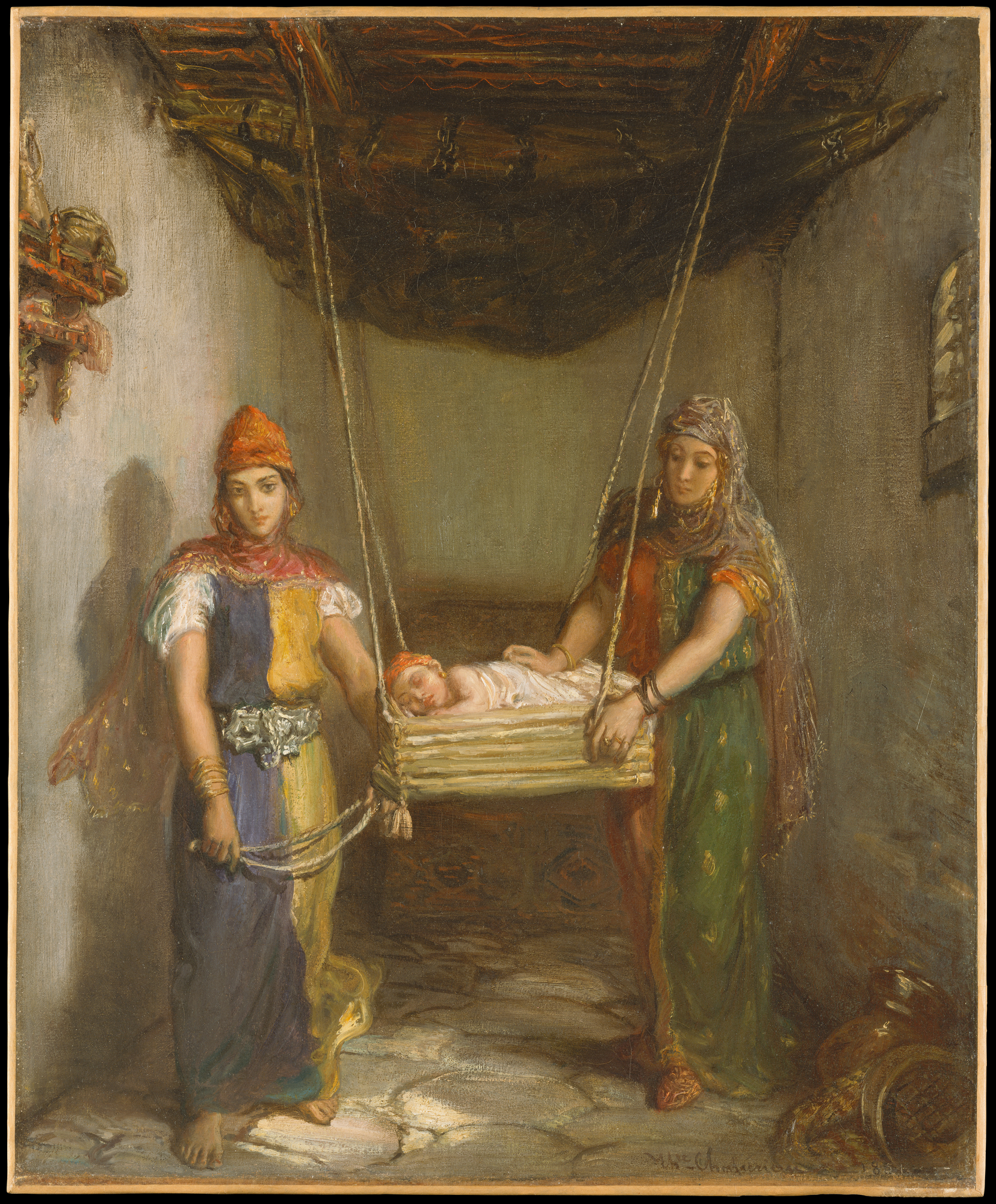
Femmes juives en Algérie, 1851.

Historiquement, les Juifs européens ont été classés comme appartenant à deux grands groupes : les Ashkénazes ou « Germaniques » (« Ashkenaz » signifiant « Allemagne » en hébreu médiéval), désignant leur localisation en Europe centrale, et les Séfarades ou « Hispaniques » (« Sefarad » signifiant « Hispanie » ou « Iberia » en hébreu), désignant leur base espagnole, portugaise ou nord-africaine. Un troisième mandat historique Mizrahim ou « orientaux » (« Mizrach » étant « Est » en hébreu) a été utilisé pour décrire d'autres communautés juives non européennes localisé plus à l'est, mais son utilisation a changé à la fois au fil du temps et par rapport à la l'endroit où il a été utilisé. Une définition est celle des Juifs qui n'ont jamais quitté le Moyen-Orient, contrairement aux Séfarades, qui sont allés à l'ouest en Espagne, au Portugal et en Afrique du Nord. Une distinction similaire en trois parties dans la communauté juive de Venise au XVIe siècle est notée par Johnson comme étant « divisée en trois nations, les Penentins d'Espagne, les Levantins qui étaient des sujets turcs et les Natione Tedesca ou Juifs d'origine allemande." [23] Le sens beaucoup plus récent du terme, pour inclure à la fois les Juifs du Moyen-Orient et d'Afrique du Nord dans un seul terme, au milieu des années 1940, lorsque les Juifs de ces pays ont tous été regroupés en une seule catégorie en tant que cible d'un plan d'immigration. Selon certaines sources, le sens actuel du terme, en tant que groupe ethnique distinct des Juifs nés en Europe, a été inventé à cette époque. [24] Le terme constitue une troisième couche majeure pour certains, et à la suite de la partition de la Palestine mandataire et de l'indépendance israélienne, la migration souvent forcée des Mizrahim, a conduit à leurs communautés rétablies en Israël.
De plus petits groupes juifs incluent les Juifs géorgiens et les Juifs de montagne ; les Juifs indiens, y compris les Bene Israël, les Bnei Menashe, les Juifs de Cochin et Bene Ephraim ; les Romaniotes de Grèce ; les Bené Roma d'Italie ; les Teimanim du Yémen ; divers Juifs africains, dont le plus souvent les Beta Israel d'Éthiopie ; les Juifs de Boukhara d'Asie centrale ; et Juifs chinois, notamment à Kaifeng, ainsi que diverses autres communautés distinctes mais maintenant éteintes.
Les divisions entre tous ces groupes sont grossières et leurs frontières ne sont pas solides. Les Mizrahim, par exemple, sont une collection hétérogène de communautés juives d'Afrique du Nord et du Moyen-Orient qui sont souvent aussi indépendantes les unes des autres qu'elles le sont de l'un des groupes juifs mentionnés précédemment. Dans l'usage religieux traditionnel et parfois dans l'usage moderne, cependant, les Mizrahim sont également appelés Sépharades en raison de styles de liturgie similaires, malgré des évolutions indépendantes des Sépharades proprement dites. Ainsi, parmi Orientaux il y a des juifs iraniens, juifs irakiens, juifs égyptiens, juifs soudanais, les juifs tunisiens, Juifs algériens, juifs marocains, juifs libanais, juifs kurdes, juifs libyens, juifs syriens et plusieurs autres. Les Juifs yéménites ("Teimanim") du Yémen sont parfois inclus, bien que leur style de liturgie soit unique et qu'ils diffèrent en ce qui concerne le mélange trouvé parmi eux de celui trouvé dans Mizrahim. De plus, il existe une différence entre les communautés juives préexistantes du Moyen-Orient et d'Afrique du Nord, par opposition aux descendants de ces migrants sépharades qui se sont établis au Moyen-Orient et en Afrique du Nord après l'expulsion des Juifs d'Espagne par les Rois Catholiques en 1492, et en 1497 de l'expulsion décrétée au Portugal.
Malgré cette diversité, les Juifs ashkénazes représentent la majeure partie de la communauté juive moderne, estimée entre 70 % et 80 % de tous les Juifs dans le monde avant la Seconde Guerre mondiale et l'Holocauste cependant, il était de 90 %. Les Ashkénazes se sont développés en Europe, mais ont subi une émigration massive à la recherche de meilleures opportunités et pendant les périodes de troubles civils et de guerre. À la suite de cela, ils sont devenus l'écrasante majorité des Juifs dans les continents et les pays du Nouveau Monde, qui étaient auparavant dépourvus de populations européennes ou juives indigènes. Il s'agit notamment des États-Unis, du Mexique, du Canada, du Royaume-Uni, de l'Argentine, Australie, Brésil et Afrique du Sud, mais avec le Venezuela et le Panama étant des exceptions puisque les Sépharades composent toujours la majorité des communautés juives dans ces deux pays. En France, les immigrants juifs sépharades plus récents d'Afrique du Nord et leurs descendants sont désormais plus nombreux que les Ashkénazes préexistants.

## Distribution géographique

### Europe

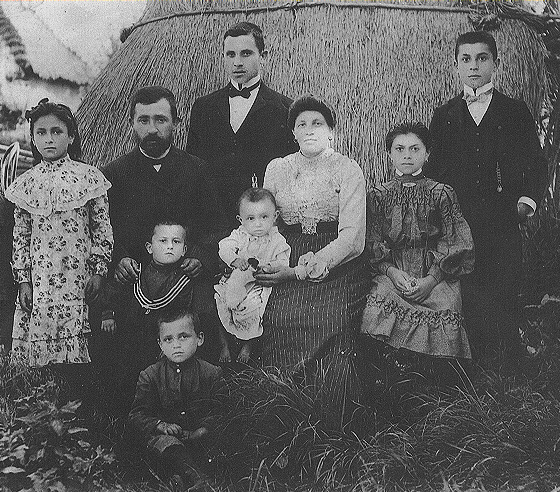
Une famille ashkénaze orientale vivant dans le Shtetl de Romanivka, vers 1905

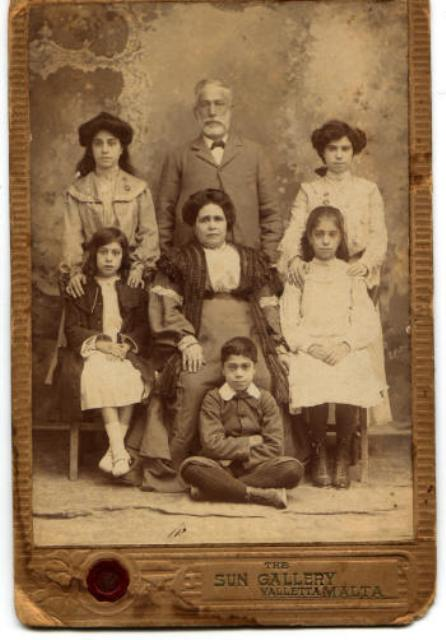
Juifs maltais à La Valette, XIXe siècle

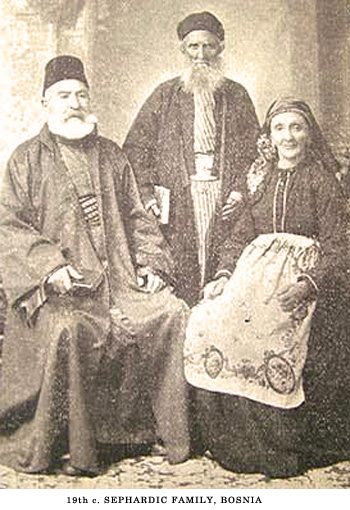
Famille juive sépharade descendants d'expulsés espagnols en Bosnie, XIXe siècle

Les Juifs ashkénazes sont les descendants de Juifs qui ont migré vers le nord de la Gaule et en Germanie après 800, et plus tard vers l'Europe de l'Est.
Parmi les Juifs ashkénazes, il existe un certain nombre de sous-groupes principaux :
- Les Yekkes (en), ou Juifs allemands, originaires de la plaine d'Europe du Nord (Allemagne, Suisse et Danemark). Ils parlaient à l'origine le yiddish occidental, qui avait moins d'influence slave que les autres dialectes yiddish. Au début du XXe siècle, le yiddish était en déclin dans cette population et l'assimilation progressait rapidement.
- Les Oberlanders (en), originaires de la région de la Plaine d'Europe du Nord et du district entourant Bratislava en Slovaquie, parlaient à l'origine le yiddish occidental. Dans les temps modernes avant l'Holocauste, de nombreux Juifs de l'Oberlander ont migré vers les centres urbains de l'Empire austro-hongrois et ont adopté l'allemand ou le hongrois comme première langue.
- Les Unterlanders (en), qui résidaient dans la région nord-est du royaume de Hongrie (aujourd'hui la Slovaquie, l'oblast de Transcarpatie en Ukraine et le nord de la Transylvanie.)
- Les Litvaks, ou Juifs lituaniens, ont émergé comme un groupe distinct dans le grand-duché de Lituanie (actuelle Lituanie, Biélorussie, Ukraine, Lettonie et la région nord-est de Suwałki en Pologne). Ils ont historiquement parlé le dialecte yiddish oriental litvish (yiddish lituanien).
- Les Galitzianers, ou Juifs galiciens, font remonter leurs origines à la Galicie, à l'Ukraine occidentale (régions actuelles de Lviv, Ivano-Frankivsk et Ternopil) et au sud-est de la Pologne.
- Selon certaines sources, les Juifs d'Oudmourtie et du Tatarstan peuvent être considérés comme un groupe ethnique - dos udmurtishe yidntum.

Les Juifs séfarades sont des Juifs dont les ancêtres vivaient en Ibérie avant 1492, dont également un certain nombre vivaient dans la partie occitane de la France jusqu'au XIVe siècle (Sarfati). Il existe plusieurs sous-groupes parmi les Séfarades :
- Les Séfarades occidentaux, ou les Juifs espagnols et portugais, sont un sous-groupe distinct des Juifs ibériques. Ils descendent en grande partie de juifs qui ont vécu en tant que « nouveaux chrétiens » dans la péninsule ibérique au cours des générations qui ont suivi l'expulsion forcée des juifs non convertis d'Espagne en 1492 et du Portugal en 1497.
- Les Séfarades orientaux sont un sous-groupe de Juifs ibériques issus de familles exilées d'Ibérie au XVe siècle. La plupart d'entre eux se sont installés dans diverses parties de l'Empire ottoman, tandis que certains se sont installés jusqu'à la côte de Malabar, important leur culture et leurs coutumes aux Juifs de Cochin.
- Les Séfarades d'Afrique du Nord descendent de familles juives ibériques exilées de la fin du XVe siècle et de communautés juives maghrébines d'Afrique du Nord déjà installées au Maroc, en Algérie, en Tunisie et en Libye. Ils ont historiquement parlé l'haketia, une langue judéo-espagnole dérivée du vieil espagnol, de l'hébreu et de l'araméen.
- Les Juifs de Belmonte sont une communauté juive de Belmonte qui a vécu au Portugal en tant que Crypto-juifs pendant des siècles. Ils ont survécu dans le secret pendant des centaines d'années en maintenant une tradition d'endogamie et en cachant tous les signes extérieurs de leur foi.
- Les Chuetas, ou juifs majorquins, sont les descendants de juifs qui ont été convertis de force au christianisme et vivent aujourd'hui dans les îles Baléares. Certains ont maintenu leur foi, tandis que d'autres ont observé une forme syncrétiste de culte chrétien connue sous le nom de christianisme Xueta.

Communautés juives d'Europe qui ne sont ni ashkénazes ni séfarades :
- Italkim présent dès IIe siècle avant notre ère en Italie. On pense que certaines familles descendent de Juifs déportés de Judée en 70. Ils ont parlé des variétés de langues judéo-italiennes et utilisé l'alphabet hébreu pour écrire l'italien.
- Les Romaniotes sont une communauté juive distincte qui réside en Grèce et dans les régions voisines depuis plus de 2 000 ans. Ils ont historiquement parlé le dialecte judéo-grec , bien qu'en raison du meurtre de la majorité d'entre eux pendant l'Holocauste, combiné à l'assimilation après la Seconde Guerre mondiale, il n'y a plus de locuteurs.
- Les Juifs du Comtat Venaissin, dits "Juifs du Pape", autorisés à rester dans des quartiers de quelques villes vauclusiennes, dits "carrières" sous la protection papale (Avignon, Carpentras, Cavaillon, L'Isle-sur-la-Sorgue au Moyen-Age, plus tard Orange, Marseille, etc...). Ils parlaient le judéo-provençal.
- Juifs de San Nicandro – Un groupe de convertis italiens du milieu du XXe siècle.

### Le Caucase et la Crimée

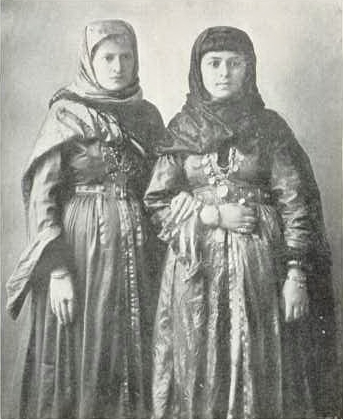
Juhur Imuni (Juifs des montagnes) filles du Caucase, 1913

- Les Juhurim, mieux connus sous le nom de Juifs des montagnes, sont des descendants de Juifs persans d'Iran et de Juifs babyloniens de Bagdad qui se sont installés dans le Caucase oriental et septentrional (Azerbaïdjan moderne, Tchétchénie, Daghestan et Ingouchie). On pense qu'ils avaient atteint la Perse depuis l'ancien Israël dès le VIIIe siècle av. J.-C. Les Juhuro ont survécu à de nombreuses vicissitudes historiques en s'installant dans des zones extrêmement reculées et montagneuses. Ils étaient connus pour être des guerriers et des cavaliers accomplis. Leur langue est le judéo-tat, une ancienne langue iranienne du sud-ouest qui intègre de nombreux éléments de l'hébreu ancien et araméen.
- Gruzim, ou les Juifs géorgiens, sont l'une des plus anciennes communautés juives survivantes remontant à la captivité babylonienne au VIe siècle av. J.-C. L'histoire de 2 600 ans des Juifs géorgiens était unique en son absence totale d'antisémitisme avant l'annexion de la Géorgie par la Russie. Ils ont traditionnellement parlé le Kivruli, un dialecte judéo-géorgien avec beaucoup de mots empruntés à l'hébreu et à l'araméen. À la suite de l'aliya post-soviétique, la grande majorité des Juifs géorgiens vivent désormais en Israël.
- Les Krymchaks et les Karaïtes de Crimée sont des Juifs turcophones de Crimée et d'Europe de l'Est. Les Krymchaks pratiquent le judaïsme rabbinique, tandis que les Karaïm pratiquent le judaïsme karaïte. Qu'ils soient principalement les descendants des Juifs israélites qui ont adopté la langue et la culture turques, ou les descendants des Turcs convertis au judaïsme, est encore débattue, bien que la question ne soit pas pertinente en ce qui concerne la loi juive, selon laquelle ils sont juifs, indépendamment de que ce soit par descendance israélite ou par conversion.
- Les Soubbotniks sont un groupe en déclin de Juifs d'Azerbaïdjan et d'Arménie, dont les ancêtres étaient des paysans russes qui se sont convertis au judaïsme pour des raisons inconnues au XIXe siècle[26].

### Afrique du Nord

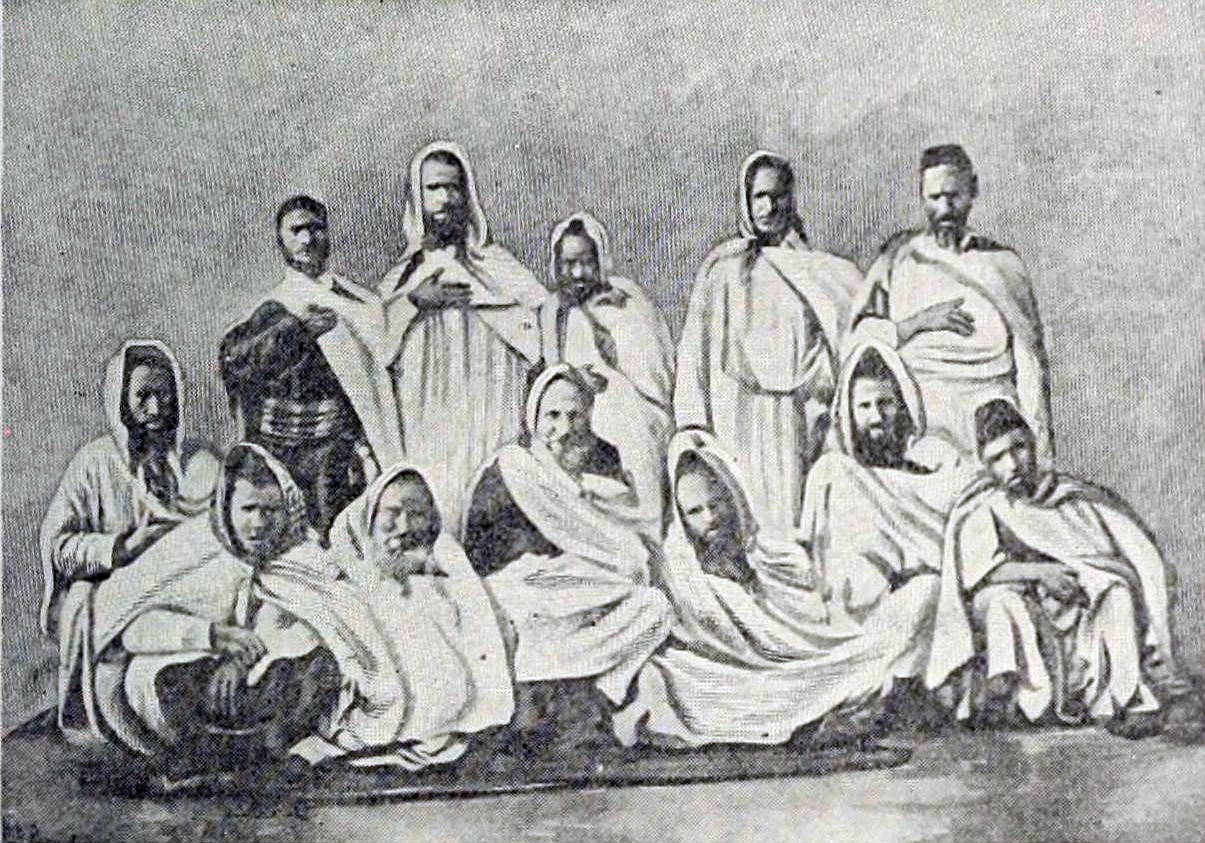
Juifs berbères des montagnes de l'Atlas au Maroc, vers 1900

Essentiellement des Juifs sépharades et collectivement connus sous le nom de Juifs maghrébins et parfois considérés comme faisant partie du groupe plus large des Mizrahi. Ils sont, pour la part des primo-arrivés, assimilés aux populations berbères :
- Les Juifs marocains ont émigré dans cette région après la destruction du Temple de Salomon et se sont installés parmi les populations berbères. Ils ont ensuite rencontré la une deuxième vague de migration depuis la péninsule ibérique après le décret de l'Alhambra de 1492, lorsque les Juifs ont été expulsés des royaumes d'Espagne et du Portugal. Leurs descendants métis dans le bassin amazonien sont connus sous le nom de Juifs amazoniens, et ils ont conservé une identité ethnique distincte, souvent avec des pratiques religieuses mixtes. [48] [49] [50] [51]
- Juifs algériens : Il existe des preuves d'implantations juives en Algérie depuis au moins la fin de la période romaine, suivies d'immigrants juifs venus en Afrique du Nord après avoir fui les persécutions du roi wisigoth Sisebut, et enfin le plus grand segment qui étaient des Juifs sépharades forcés d'Espagne à cause de l'Inquisition.
- Les Juifs libyens remontent au IIIe siècle av. J.-C., lorsque la Cyrénaïque était sous domination grecque. La population juive de Libye, une partie de la communauté juive berbère, a continué à peupler la région de façon continue jusqu'à l'époque moderne.
- Juifs tunisiens : semblables aux Juifs libyens
- Juifs berbères : communautés juives des montagnes de l'Atlas

### Asie de l'Ouest

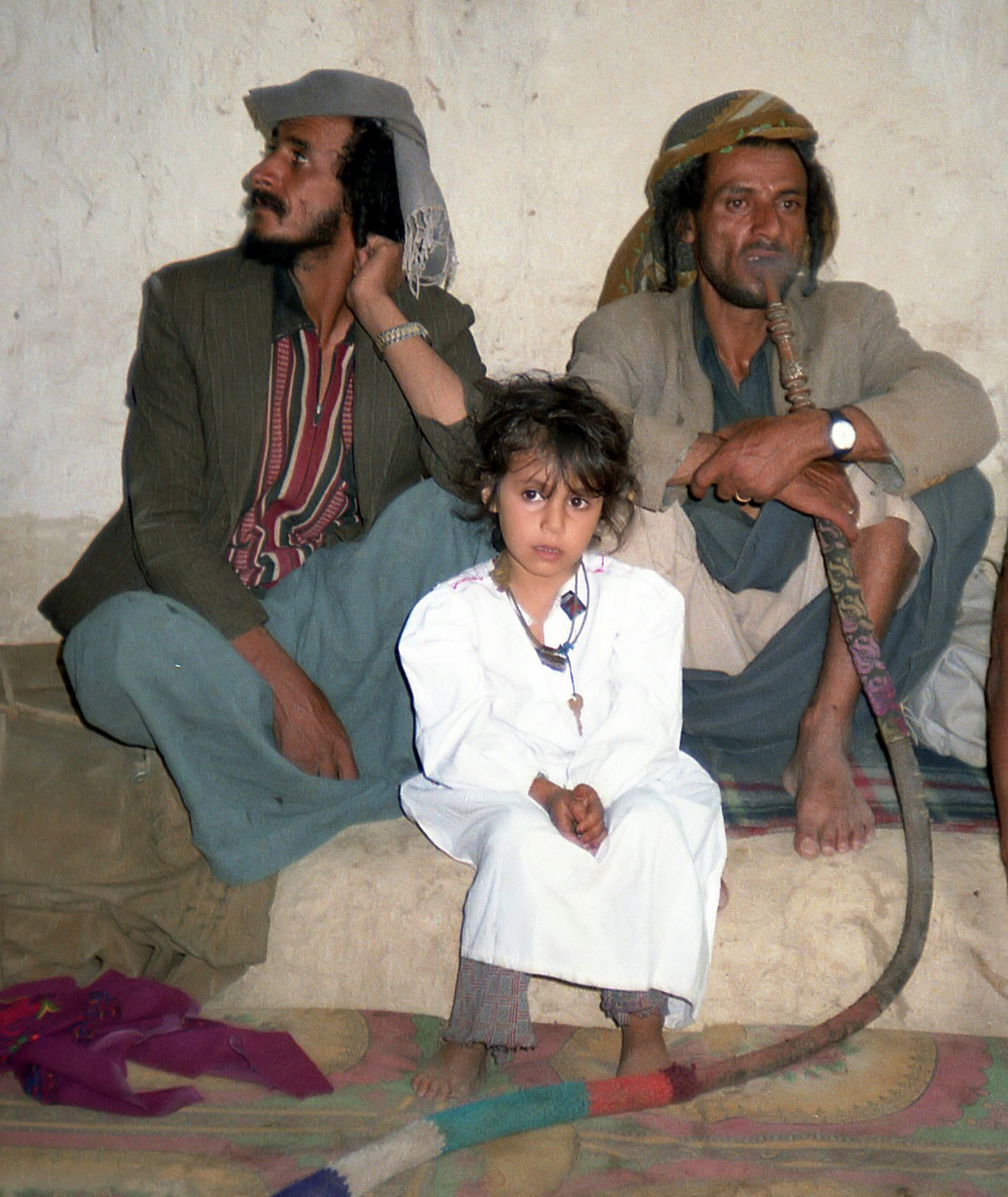
Juifs yéménites à Sa'dah, fumant du narguilé

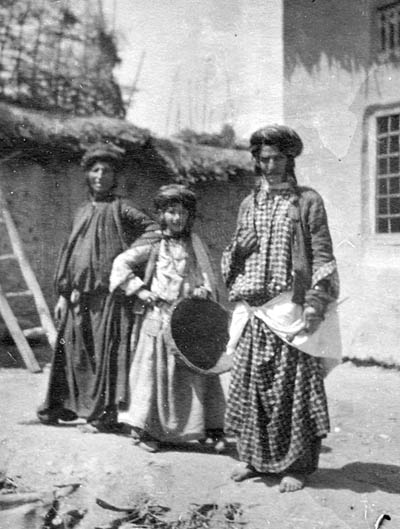
Juifs kurdes à Rawanduz, Kurdistan irakien, 1905

Les Juifs originaires d'Asie occidentale sont généralement appelés par le terme fourre-tout Juifs mizrahi, des termes plus précis pour des groupes particuliers sont :
- Les Juifs babyloniens, également connus sous le nom de Juifs irakiens, sont les descendants du peuple juif qui a vécu en Mésopotamie depuis l'époque de la conquête assyrienne de la Samarie.
- Juifs kurdes du Kurdistan, par opposition aux Juifs persans de la Perse centrale et orientale, ainsi que des Juifs babyloniens des basses terres de Mésopotamie.
- Les Juifs persans d'Iran (communément appelés Parsim en Israël, de l'hébreu) ont une histoire de 2 700 ans. L'une des plus anciennes communautés juives du monde, les Juifs persans constituent la plus grande communauté juive d'Asie occidentale en dehors d'Israël.
- Les juifs yéménites (appelés Temanim, de l'hébreu) sont des juifs orientaux dont l'isolement géographique et social du reste de la communauté juive leur a permis de maintenir une liturgie et un ensemble de pratiques qui sont significativement distincts des autres groupes juifs orientaux ; ils comprennent eux-mêmes trois groupes distinctement différents, bien que la distinction en soit une de loi religieuse et de liturgie plutôt que d'ethnicité.
- Les Juifs palestiniens sont des habitants juifs de Palestine à travers certaines périodes de l'histoire du Moyen-Orient. Après la naissance de l'État d'Israël moderne, presque tous les Juifs palestiniens indigènes sont devenus citoyens d'Israël, et le terme « Juifs palestiniens » est tombé en grande partie en désuétude.
- Les Juifs égyptiens sont généralement des Juifs qui descendent des grandes communautés juives d'Alexandrie hellénistique, mélangés à de nombreux groupes d'immigrants plus récents. Ceux-ci incluent les Juifs babyloniens après la conquête musulmane; Juifs de Palestine après les croisades ; Sépharades à la suite de l'expulsion d'Espagne ; Juifs italiens s'installant pour des raisons commerciales aux XVIIIe et XIXe siècles ; et les Juifs d'Alep à la fin du XIXe et au début du XXe siècle.
- Les Juifs soudanais sont une communauté juive qui vivait au Soudan, et était concentrée dans la capitale Khartoum, ils étaient principalement d'origine séfarade, qui avaient construit une synagogue et une école juive.
- Les Juifs libanais sont les Juifs qui vivaient autour de Beyrouth. Après la guerre civile libanaise, l'émigration de la communauté semble être achevée ; il en reste peu au Liban aujourd'hui.
- Les Juifs omanais sont la première communauté juive de Sohar. On pense qu'ils sont les descendants d'Ishaq bin Yahuda, un marchand sohari autour du premier millénaire. Cette communauté aurait disparu vers 1900.
- Les Juifs syriens sont généralement divisés en deux groupes : ceux qui ont habité la Syrie depuis les temps anciens (selon leurs propres traditions, depuis l'époque du roi David (1000 av. J.-C.), et ceux qui ont fui en Syrie après l'expulsion des Juifs d'Espagne (1492), à l'invitation du sultan ottoman. Il y avait de grandes communautés à Alep et à Damas pendant des siècles. Au début du XXe siècle, un grand pourcentage de Juifs syriens ont émigré aux États-Unis, en Amérique du Sud et en Israël. Aujourd'hui, il n'y a presque plus de Juifs en Syrie. La plus grande communauté juive syrienne est située à Brooklyn, New York, et est estimée à 40 000.

### Afrique sub-saharienne

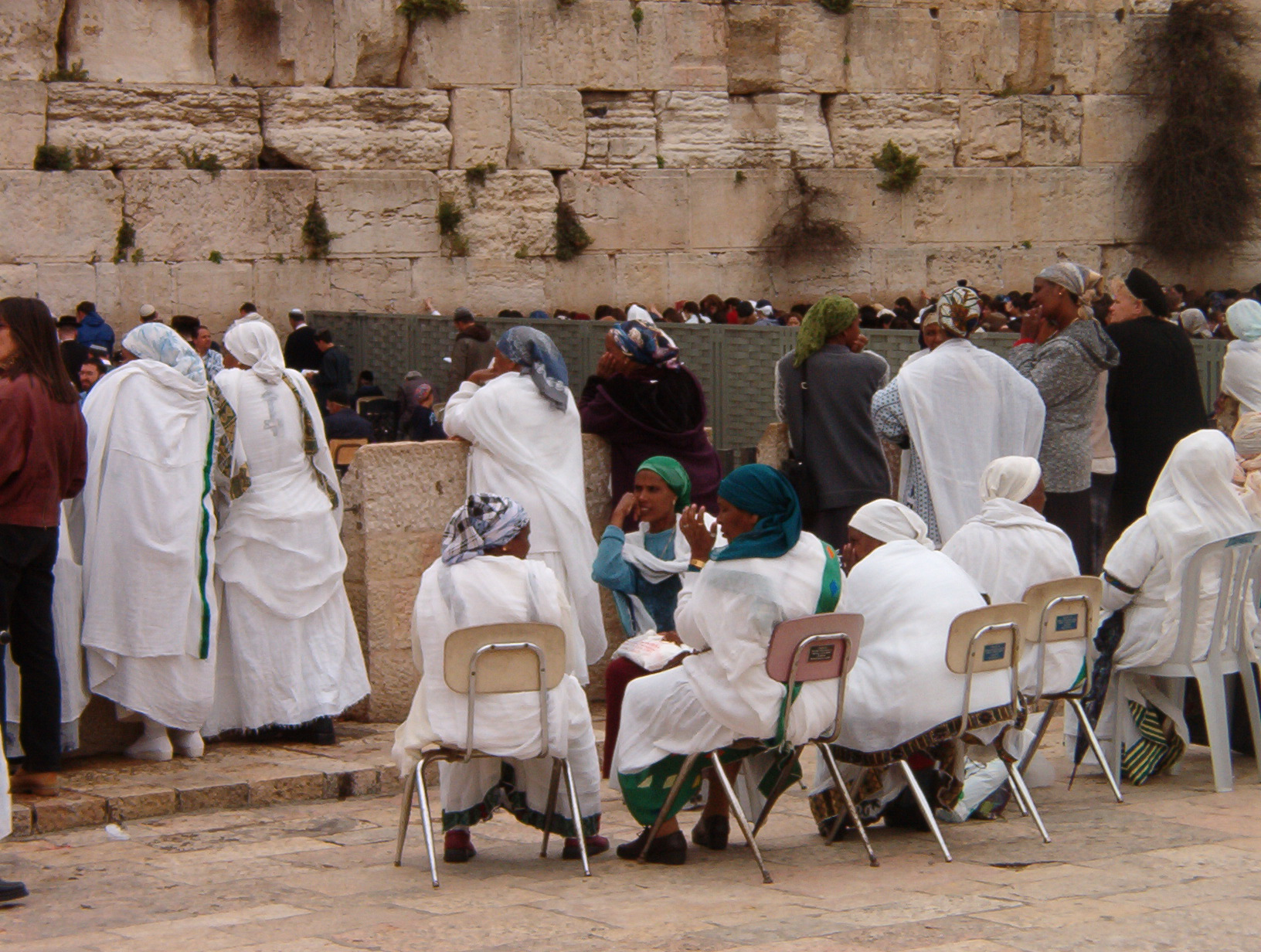
Juives éthiopiennes à Jérusalem au Mur des Lamentations, 2006

- Beta Israel ou Falashim d'Éthiopie, des dizaines de milliers ont émigré en Israël lors de l'opération Moses (1984), de l'opération Sheba (1985) et de l'opération Salomon (1991). [52]
- Descendants des Juifs du Bilad el-Soudan (Afrique de l'Ouest). Juifs dont l'ascendance provenait des communautés qui existaient autrefois au Ghana, au Mali et dans l'Empire songhay. Anusim au Mali et dans ses environs qui descendent de migrations juives d'Afrique du Nord, d'Afrique de l'Est et d'Espagne.
- Le peuple Lemba au Malawi, qui compte jusqu'à 40 000 personnes. Ce groupe prétend descendre d'anciennes tribus israélites qui ont migré vers l'Afrique australe via le sud de l'Arabie. Les tests génétiques ont partiellement confirmé ces affirmations. Les tests génétiques suggèrent que certains hommes sont d'ascendance moyen-orientale, mais n'ont pas pu confirmer d'ascendance juive. [53] [54]
- Les Juifs sud-africains constituent la plus grande communauté de Juifs en Afrique. Les Juifs séfarades néerlandais ont été parmi les premiers résidents permanents du Cap lorsque la ville a été fondée par la Compagnie néerlandaise des Indes orientales en 1652. Aujourd'hui, cependant, la plupart des Juifs d'Afrique du Sud sont ashkénazes et, en particulier, d'origine lituanienne.
- Des communautés existaient également à São Tomé e Príncipe, descendantes de jeunes juifs portugais expulsés pendant l'Inquisition.

### Asie du Sud, de l'Est et centrale

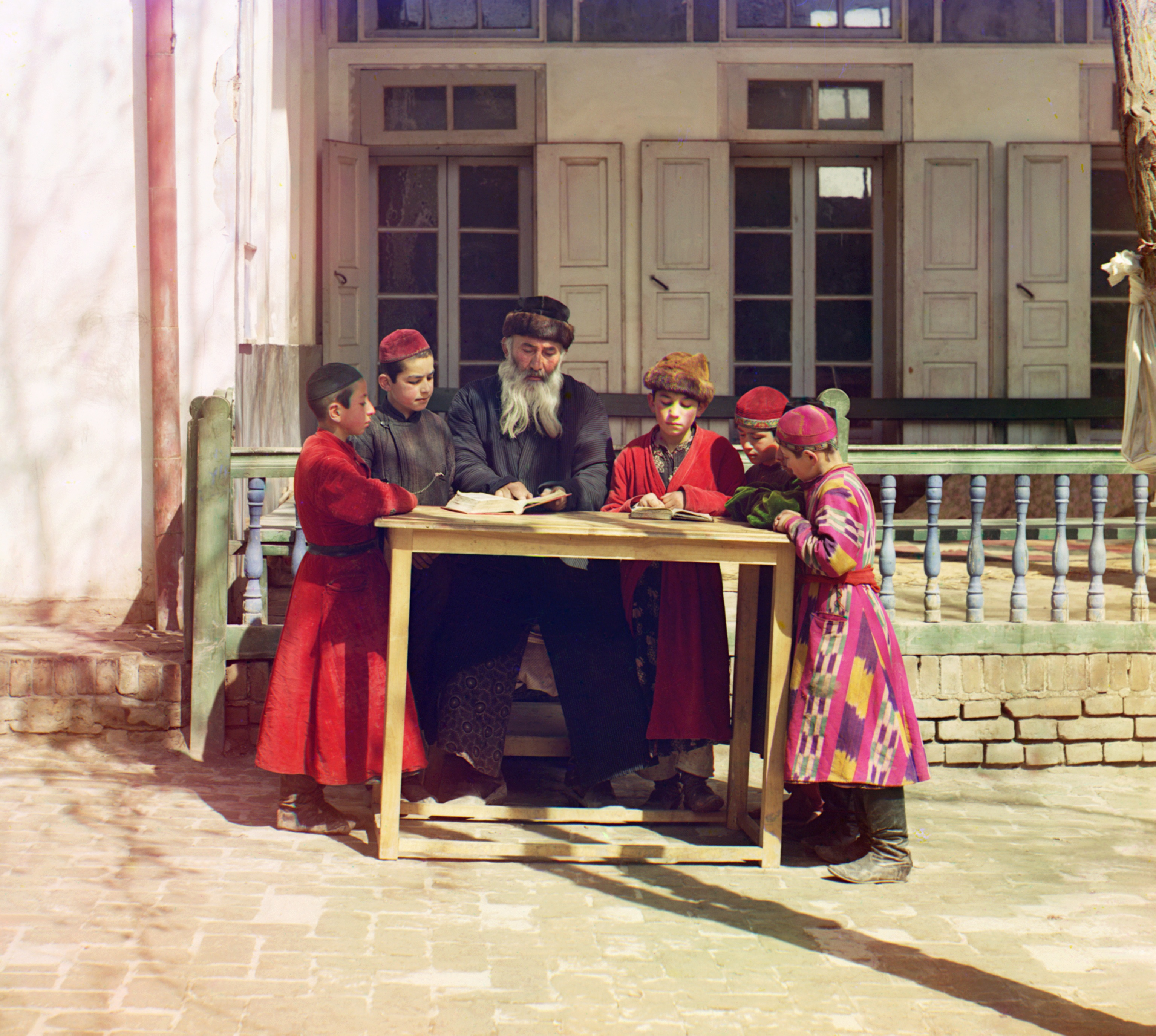
Enseignant et étudiants juifs de Boukhara à Samarkand, Ouzbékistan moderne, vers 1910

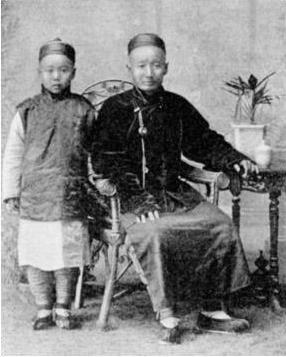
Juifs chinois de la ville de Kaifeng, Chine, vers 1900

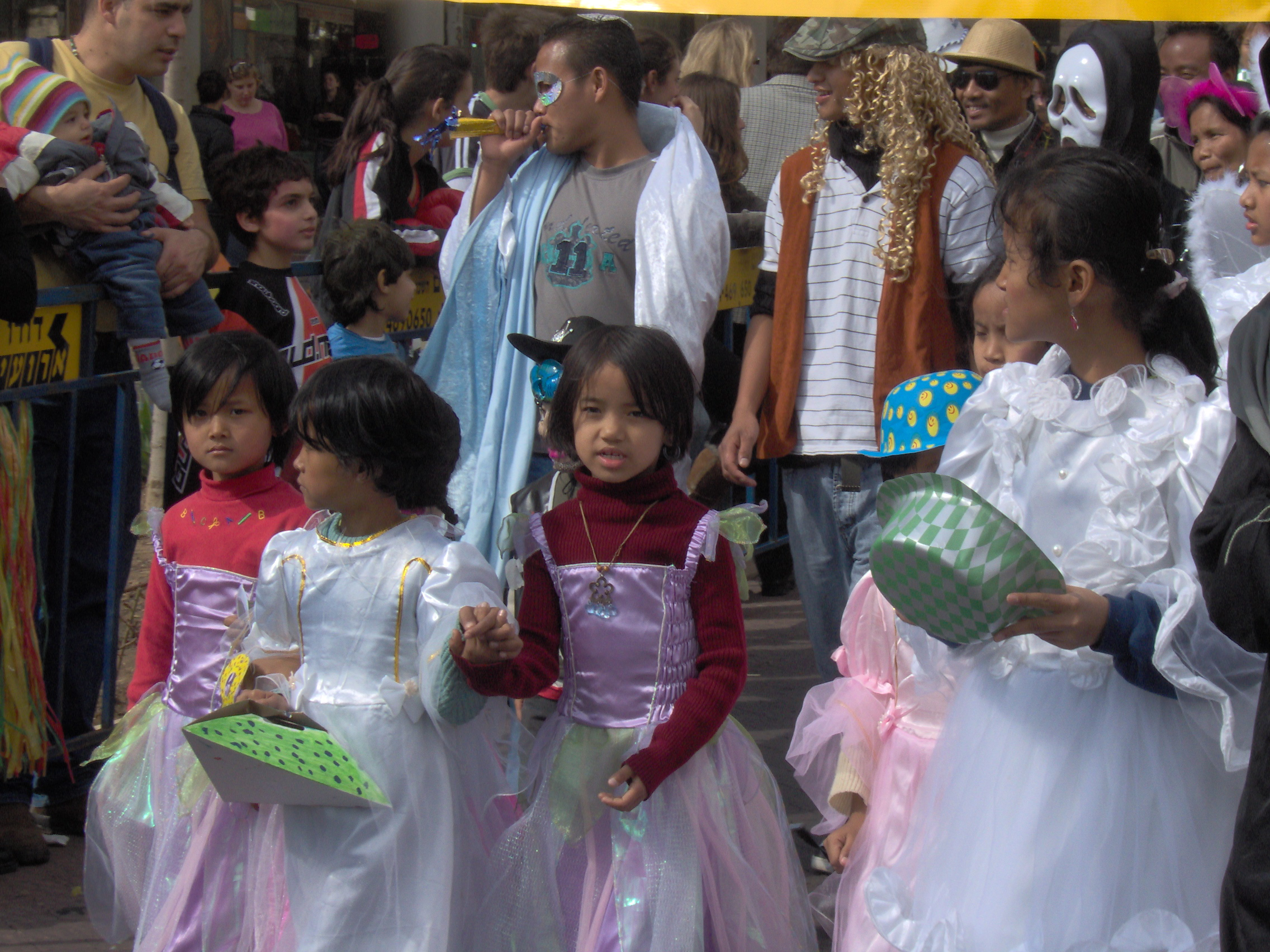
Juifs Bnei Menashe du nord de l'Inde, célébrant Pourim, à Karmiel, Israël.

- Bene Israel sont les Juifs de Mumbai, en Inde, dont la plupart résident maintenant en Israël.
- Les Juifs de Boukhara sont des Juifs d'Asie centrale. Ils tirent leur nom de l'ancien émirat d'Asie centrale de Boukhara, qui avait autrefois une importante population juive.
- Les Juifs de Cochin sont également des Juifs indiens du sud-ouest de l'Inde, dont la plupart résident également maintenant en Israël. Parmi ceux-ci se trouvent les Juifs Paradesi.
- Juifs Baghdadi [55] Ces Juifs sont venus d'Irak, d'Iran, d'Afghanistan et des pays arabes qui se sont installés en Inde au XVIIIe siècle.
- Bnei Menashe. Un groupe de Juifs vivant à Manipur et Mizoram, dans le nord-est de l'Inde, prétendant descendre de la tribu biblique dispersée de Menasseh.
- Bene Ephraim, les Juifs de langue télougou de Kottareddipalem dans l'Andhra Pradesh, en Inde.
- Juifs chinois : les plus importants étaient les Juifs Kaifeng, une ancienne communauté juive en Chine, descendant de marchands vivant en Chine depuis au moins l'ère de la dynastie Tang. Aujourd'hui fonctionnellement éteint, bien que plusieurs centaines de descendants aient récemment commencé à explorer et à récupérer leur héritage.
- Juifs pakistanais : Il y avait une communauté juive florissante au Pakistan en particulier autour de la ville de Karachi mais aussi dans d'autres zones urbaines du nord comme à Peshawer, Rawalpindi et Lahore. Les origines de la communauté juive étaient mélangées, certaines étant Bene Israel, les Juifs de Boukhara et les Juifs de Baghdadi. À la fin des années 1980 et dans les années 1990, des réfugiés juifs d'Iran sont également arrivés via la province pakistanaise du Baloutchistan et ont atteint Karachi jusqu'à ce que le gouvernement iranien mette fin à l'opération. La plupart de la communauté juive du Pakistan n'a pas déménagé en Israël et la population juive du Pakistan est estimée à environ 700. Aussi les Juifs d'Allahdad avoir résidence dans ce domaine.
- Juifs afghans : Les archives d'une population juive en Afghanistan remontent au VIIe siècle. Avant l'arrivée de l'Islam à Kaboul, Kaboul et Gandhara étaient des lieux de commerce pour les marchands juifs. La communauté juive afghane a disparu depuis les années 1950 en raison de l'émigration progressive vers Israël. Depuis la période moghole, il y avait aussi une tradition historiographique selon laquelle les Afghans eux-mêmes descendaient des tribus perdues d'Israël. [56]
- Les Juifs tamouls Thattar au Sri Lanka, les Juifs du Sri Lanka sont présents dans la nation insulaire depuis au moins le IXe siècle. Histoire des Juifs au Sri Lanka.

### Amériques
La plupart des communautés juives des Amériques sont des descendants de Juifs qui s'y sont rendus à différentes époques de l'histoire moderne. Les premiers Juifs à s'installer dans les Amériques étaient d'origine espagnole/portugaise. Aujourd'hui, cependant, la grande majorité des Juifs reconnus sur les continents nord-américain et sud-américain sont ashkénazes, en particulier parmi les Juifs des États-Unis. Il y a aussi des Mizrahim et d'autres groupes de la diaspora représentés (ainsi que des mélanges de tout ou partie de ceux-ci) comme mentionné ci-dessus. Certaines communautés uniques associées aux Amériques comprennent :
- Les Sépharades Bnei Anusim sont les descendants des juifs sépharades convertis (conversos) au catholicisme qui ont immigré dans le Nouveau Monde en échappant à l'Inquisition espagnole en Espagne et au Portugal. Après l'établissement de l'Inquisition dans les colonies ibériques, ils ont à nouveau caché leurs ancêtres et leurs croyances. Leur nombre est difficile à déterminer car la plupart sont au moins nominalement catholiques, ayant été convertis par la force ou la coercition, ou mariés à la religion. Collectivement, les personnes d'origine juive séfarade Bnei Anusim en Amérique latine se comptent par millions. La plupart seraient d'ascendance mixte, bien que quelques-uns prétendent que certaines communautés ont pu maintenir un certain degré d'endogamie (épousant uniquement d'autres crypto-juifs) au cours des siècles. Ils peuvent ou non se considérer comme juifs, certains peuvent continuer à préserver une partie de leur héritage juif en secret, beaucoup d'autres peuvent même ne pas en être conscients. La majorité ne serait pas juive halakhique, mais un petit nombre de diverses communautés sont officiellement revenues au judaïsme au cours de la dernière décennie, légitimant ainsi leur statut de juifs. Voir aussi Anusim.
- Les Juifs d'Amazonie sont les descendants mixtes des communautés juives marocaines de Belém, Santarém, Manaus, Iquitos, Tarapoto et de nombreux villages fluviaux du bassin amazonien au Brésil et au Pérou.
- Les Juifs d'Iquitos sont les descendants « accidentels » de commerçants et de saigneurs juifs pour la plupart marocains qui sont arrivés dans la ville amazonienne péruvienne d'Iquitos pendant le boom du caoutchouc des années 1880. Étant donné que leur descendance juive était patrilinéaire (les commerçants juifs étaient tous des hommes qui se sont associés à des femmes métisses ou amérindiennes locales), leur judéité n'est pas reconnue selon la halakha. Un système de castes durable issu de la période coloniale n'a entraîné pratiquement aucune interaction entre les Juifs d'Iquitos et la petite population, principalement juive ashkénaze, concentrée à Lima (moins de 3 000) qui est intégrée à l'élite blanche de Lima.minorité. Grâce aux efforts déployés par les programmes de sensibilisation israéliens, certains sont officiellement retournés au judaïsme, ont fait leur aliya et vivent maintenant en Israël.
- Les B'nai Moshe sont des convertis au judaïsme originaires de Trujillo, au Pérou Ils sont également connus sous le nom de Juifs incas, un nom dérivé du fait qu'ils peuvent retracer une descendance amérindienne indigène, car la plupart sont des métis (personnes d'origine espagnole et amérindienne) bien qu'aucun n'ait d'ancêtres connus d'autres communautés juives. Encore une fois, il n'y a aucune interaction entre la petite population ashkénaze du Pérou et les Juifs incas. À la négligence de la communauté ashkénaze, les conversions ont été menées sous les auspices du grand rabbinat d'Israël. La plupart ont fait leur aliya et vivent maintenant en Israël, tandis que quelques centaines d'autres de la même communauté attendent d'être convertis.
- Les Juifs de Veracruz sont une communauté de Juifs récemment émergente à Veracruz, au Mexique. Qu'ils soient des convertis au judaïsme ou des descendants d'anusim revenant au judaïsme relève de la spéculation. La plupart prétendent qu'ils descendent de l'anusim.

### Israël
Au moment de la proclamation de l'État d'Israël, la majorité des Juifs de l'État et de la région étaient ashkénazes. Cependant, dans les années 1990, la majorité des Juifs israéliens étaient des Mizrahi. En 2005, 61% des Juifs israéliens sont d'ascendance Mizrahi.
À la suite de la déclaration de l'État, un flot de immigrants et de réfugiés juifs est entré en Israël en provenance du monde arabe et du monde musulman en général. La plupart étaient séfarades et Orientaux, qui comprenait des Juifs du Maghreb, les juifs yéménites, les juifs de Boukhara, Juifs persans, les juifs irakiens, juifs kurdes et les petites collectivités, principalement de la Libye, l'Égypte et la Turquie. Plus récemment, d'autres communautés sont également arrivées, notamment des Juifs éthiopiens et des Juifs indiens. En raison de la relative homogénéité de la communauté juive ashkénaze, en particulier par rapport à la diversité des nombreuses communautés plus petites, au fil du temps en Israël, tous les Juifs d'Europe en sont venus à être appelés « ashkénazes » en Israël, qu'ils aient ou non des liens avec l'Allemagne, tandis que les Juifs d'Afrique et d'Asie sont appelés "Sépharades", qu'ils aient ou non un lien avec l'Espagne. L'une des raisons est que la plupart des communautés juives d'Afrique et d'Asie utilisent le rituel de prière sépharade et se conforment aux décisions des autorités rabbiniques sépharades, et se considèrent donc comme des « Sépharades » au sens large de « Juifs de rite espagnol », mais pas dans le sens plus étroit de « juifs espagnols ».
Les préjugés culturels ou raciaux contre les nouveaux arrivants ont été aggravés par le manque de ressources financières de l'État naissant et par des logements inadéquats pour gérer l'afflux massif de population. Ainsi, des centaines de milliers de nouveaux immigrants séfarades ont été envoyés vivre dans des villes de tentes dans les zones périphériques. Les sépharades (au sens large) étaient souvent victimes de discrimination et étaient parfois appelés schwartze (qui signifie « noir » en yiddish).
Pire que la discrimination en matière de logement était le traitement différencié accordé aux enfants de ces immigrés, dont beaucoup étaient pistés par l'établissement d'enseignement largement européen dans des écoles "professionnelles" sans issue, sans aucune évaluation réelle de leurs capacités intellectuelles. Les Juifs Mizrahi ont protesté contre leur traitement injuste et ont même créé le mouvement israélien des Black Panthers avec pour mission de travailler pour la justice sociale.